# Andrea Peron
Andrea Peron (n. 14 august 1971, Varese, Lombardia, Italia) este un ciclist de performanță ce a reprezentat Italia, medaliat olimpic. A participat la o ediție a Jocurilor Olimpice (1992) în care a câștigat o medalie de argint.